# Facherzieher für Musik
Facherzieher für Musik sind Staatlich anerkannte Erzieher (oder Erzieher mit einer gleichwertigen beruflichen Qualifikation), die einen zusätzlichen Fachschulabschluss für die musikalische Bildung und Erziehung erworben haben. Facherzieher können ihre spezifische Qualifikation in allen Arbeitsfeldern einsetzen, in denen auch Erzieher tätig sind. Darüber hinaus können Facherzieher für Musik auch in Arbeitsfeldern tätig sein, die teilweise über die des Staatlich anerkannten Erziehers hinausgehen. 
Die Berufsbezeichnung „Facherzieher/Facherzieherin für Musik“ wird gelegentlich auch außerhalb von Fachschulen verwendet. Der vorliegende Artikel bezieht sich auf den an einer sozialpädagogischen Fachschule erworbenen Berufsabschluss als Facherzieher für Musik.

## Gesetzliche Grundlagen
Die von der Ständigen Konferenz der Kultusminister in der Bundesrepublik Deutschland beschlossene Rahmenvereinbarung über Fachschulen fordert vom Staatlich anerkannten Erzieher u. a., Kinder und Jugendliche in allen sozialpädagogischen Bereichen selbstständig und eigenverantwortlich zu erziehen, zu bilden und zu betreuen. Staatlich anerkannte Erzieher sollen die Kompetenzen, Entwicklungsmöglichkeiten und Bedürfnisse der Kinder und Jugendlichen in den verschiedenen Altersgruppen erkennen und entsprechende pädagogische Angebote planen, durchführen, dokumentieren und auswerten können. Dafür wird z. B. in den Plänen der Bundesländer für die frühe Bildung neben anderen Inhalten auch musikalische Bildung und Erziehung ausdrücklich gefordert. 
Mit der Schärfung des Erzieherprofils in der Rahmenvereinbarung über die Ausbildung und Prüfung von Erziehern/Erzieherinnen (Beschluss der Kultusministerkonferenz vom 24. September 1982) wurde deshalb die Möglichkeit von Zusatzausbildungen eröffnet:
Soweit sich "Staatlich anerkannte Erzieher/Staatlich anerkannte Erzieherinnen" für besondere Aufgaben in sozialpädagogischen Bereichen qualifizieren wollen, ist hierzu eine zusätzliche, mindestens einjährige Ausbildung in Vollzeitform oder in entsprechend längerer Dauer in Teilzeitform erforderlich. Zugelassen werden kann, wer mindestens ein Jahr als "Staatlich anerkannter Erzieher/Staatlich anerkannte Erzieherin" tätig war.
In der nachfolgenden Rahmenvereinbarung über Fachschulen (Beschluss der Kultusministerkonferenz vom 7. November 2002 i. d. F. vom 27. Februar 2013) werden die Zusatzausbildungen als Ergänzungsbildungsangebote (bzw. Ergänzungskurse) bezeichnet:
Fachschulen sind Einrichtungen der beruflichen Weiterbildung. Die Bildungsgänge in den Fachbereichen schließen an eine berufliche Erstausbildung und an Berufserfahrungen an. Sie führen in unterschiedlichen Organisationsformen des Unterrichts (Vollzeit- oder Teilzeitform) zu einem staatlichen postsekundaren Berufsabschluss nach Landesrecht. Sie können darüber hinaus Ergänzungs-/Aufbaubildungsgänge sowie Maßnahmen der Anpassungsweiterbildung anbieten. ...
Ergänzungsbildungsangebote, die auf einen Fachschulabschluss nach dieser Vereinbarung aufbauen und die der Erweiterung der Qualifikation dienen, dauern mindestens 600 Unterrichtsstunden.
Auf dieser Grundlage wurde bisher nur im Bundesland Mecklenburg-Vorpommern ein Fachschulbildungsgang eingerichtet, der zum Abschluss als Facherzieher für Musik führte. In der Verordnung über die Ausbildung und Prüfung an den Schulen für Sozialpädagogik (FSVOS) vom 5. Juli 1996 i. d. F. vom 26. Mai 2001 (gültig bis 2006) war dieser Bildungsgang neben dem des Facherziehers für verhaltensauffällige Kinder und Jugendliche und neben dem des Facherziehers für Tourismus geregelt.

## Ziele und Inhalte der Ausbildung
Facherzieher für Musik sind befähigt, musikalische Interessen und Bedürfnisse von Kindern und Jugendlichen zu erkennen, ein anregendes, vielseitiges musikalisches Angebot für ihre Freizeitgestaltung zu unterbreiten und damit entsprechende Interessen zu fördern bzw. zu wecken. Sie können die musikalischen Fähigkeiten von Kindern und Jugendlichen fachkompetent, systematisch und altersbezogen entwickeln und die musikalische Tätigkeit zur Entfaltung der Persönlichkeit nutzen. Facherzieher für Musik gestalten musikalische Früherziehung für Vorschulkinder und setzen insbesondere auf die Musikerziehung bezogenen Aufgaben der Bildungspläne für die frühe Bildung in Kindertageseinrichtungen um. Facherzieher für Musik sind in der Lage, elementaren Instrumentalunterricht zu erteilen, Musiziergruppen anzuleiten sowie Musikerziehung in integrativen bzw. inklusiven Gruppen durchzuführen.
Ausbildungsinhalte:
- Psychologie und Sozialpädagogik (Interaktion und Gruppe; die Musikerziehung in sozialpädagogischen Arbeitsfeldern; ausgewählte Informationen aus der Neuropsychologie, Entwicklungspsychologie, Persönlichkeitspsychologie, Kommunikationspsychologie und Psychotherapie)
- Musiktheorie und Gehörbildung (grundlegende gehörmäßige, musiktheoretische und musizierpraktische Voraussetzungen für die Tätigkeit des Facherziehers für Musik; Entwicklung der musikalischen Hörfähigkeit, des musikalischen Gedächtnisses, der Klangvorstellungen und der Fähigkeiten zur klanglichen Reproduktion nach dem Notenbild)
- Musikgeschichte (Musikentwicklung und gesellschaftliche Entwicklung, Zusammenhang zu anderen Künsten; Werkbetrachtung unter Berücksichtigung der historischen und gattungsspezifischen Repräsentanz sowie der Verwendung in verschiedenen sozialpädagogischen Arbeitsfeldern; Musikleben der Region)
- Instrumentenkunde (Instrumentalspiel in der Musikerziehung, elementare akustische Parameter und Systematik der Musikinstrumente, Klang und spezifische Merkmale wichtiger Instrumente, Selbstbau von Instrumenten, analoge und digitale Audioformate, Bearbeitung von Tondateien)
- Methodik der Musikerziehung (Analyse, Planung, Gestaltung und Auswertung der Musikerziehung in sozialpädagogischen Arbeitsfeldern; Methoden zur Entwicklung der Hör- und Singefähigkeit, der musikalisch-rhythmischen Bewegung und anderen Formen des Umsetzens von Musik sowie zur Entwicklung der Musizierfähigkeit)
- Rhythmik, Tanz und Improvisation (Ausdruckspotential von Rhythmik, Tanz und Improvisation und deren Zusammenwirken; Rhythmik in sozialpädagogischen Arbeitsfeldern, ganzheitliche Orientierung der Rhythmik; Entwicklung musikalischer Spiel- und Experimentierfreude, Stärkung von Einfallsreichtum und Ausdrucksvermögen)
- 1. Instrument - Gitarre (Nutzung der Gitarre in der Musikerziehung; Entwicklung der Spieltechnik, Literaturspiel sowie Liedspiel und Liedbegleitung)
- 2. Instrument - Keyboard (Nutzung des Keyboards in der Musikerziehung; Entwicklung der Spieltechnik, Literaturspiel, sowie Liedspiel und Liedbegleitung; auf das Keyboard bezogene Instrumentenkunde)
- Chor- und Ensembleleitung (Führung des Chorgesangs mit dirigentischen Mitteln auf der Grundlage einer Gestaltungskonzeption; einstimmiger Chorgesang, Kanons, Quodlibets, zwei- bzw. dreistimmige Chorsätze, chorische Stimmbildung, effektive Probenarbeit, instrumentales Ensemblemusizieren, Kindermusiktheater)
- Gesang (stimmfunktionell richtiger Gesang, ästhetisch begründete Liedinterpretation, Sicherheit im zwei- und mehrstimmigen Gesang, Grundlagen der stimmbildnerischen und gesangspädagogischen Arbeit)
- Praktikum (betreutes Praktikum in verschiedenen sozialpädagogischen Einrichtungen)

## Arbeitsfelder
Typische Tätigkeiten des Facherziehers für Musik in unterschiedlichen sozialen Gruppen und in unterschiedlichen Arbeitsfeldern sind:
- Der Facherzieher für Musik nutzt seine musikerzieherischen Fähigkeiten in der Kindertagesstätte für die Arbeit mit den Kindern der eigenen Gruppe.
- Der Facherzieher für Musik bezieht in seine musikalischen Angebote auch Kinder anderer Gruppen ein bzw. unterbreitet Angebote für alle Kinder der Einrichtung.
- Der Facherzieher für Musik arbeitet mit einer speziell für die musikalische Tätigkeit gebildeten und relativ konstanten Gruppe über längere Zeit und entwickelt zielgerichtet musikalische Interessen, Bedürfnisse und Fähigkeiten.
- Der Facherzieher für Musik bietet musikalische Tätigkeiten während des gesamten Tagesablaufs an und kann die Musik eng mit dem Leben der Kinder verbinden. Die Angebote des Facherziehers sind zudem für die Eltern in der Regel kostenlos.
- Der Facherzieher für Musik unterbreitet sein Angebot auch in einer oder mehreren anderen Kindertagesstätten.
- Der Facherzieher für Musik ist überwiegend bzw. ausschließlich in mehreren Einrichtungen tätig und führt keine eigene Gruppe.
- Der Facherzieher für Musik unterbreitet seine Angebote in verschiedenen Altersgruppen und Einrichtungen. Dazu gehören auch Schulen, Horte, Heime, Einrichtungen der Jugendhilfe und Musikschulen.
- Der Facherzieher für Musik ist als selbstständiger Musikerzieher oder als Lehrer an einer Musikschule, z. B. in der musikalischen Früherziehung für Kinder im Vorschulalter, tätig.
- Der Facherzieher für Musik berät Eltern z. B. im Hinblick auf die Begabungsförderung, auf gemeinsames Singen und Musizieren in der Familie.
- Der Facherzieher für Musik gestaltet Fortbildungen für Kollegen.